# Microlestes
Microlestes là một chi bọ cánh cứng thuộc họ Carabidae đặc hữu của miền nhiệt đới châu Phi, miền Cổ bắc (bao gồm châu Âu), Cận Đông, Bắc Phi và miền Đông phương.

## Hình ảnh

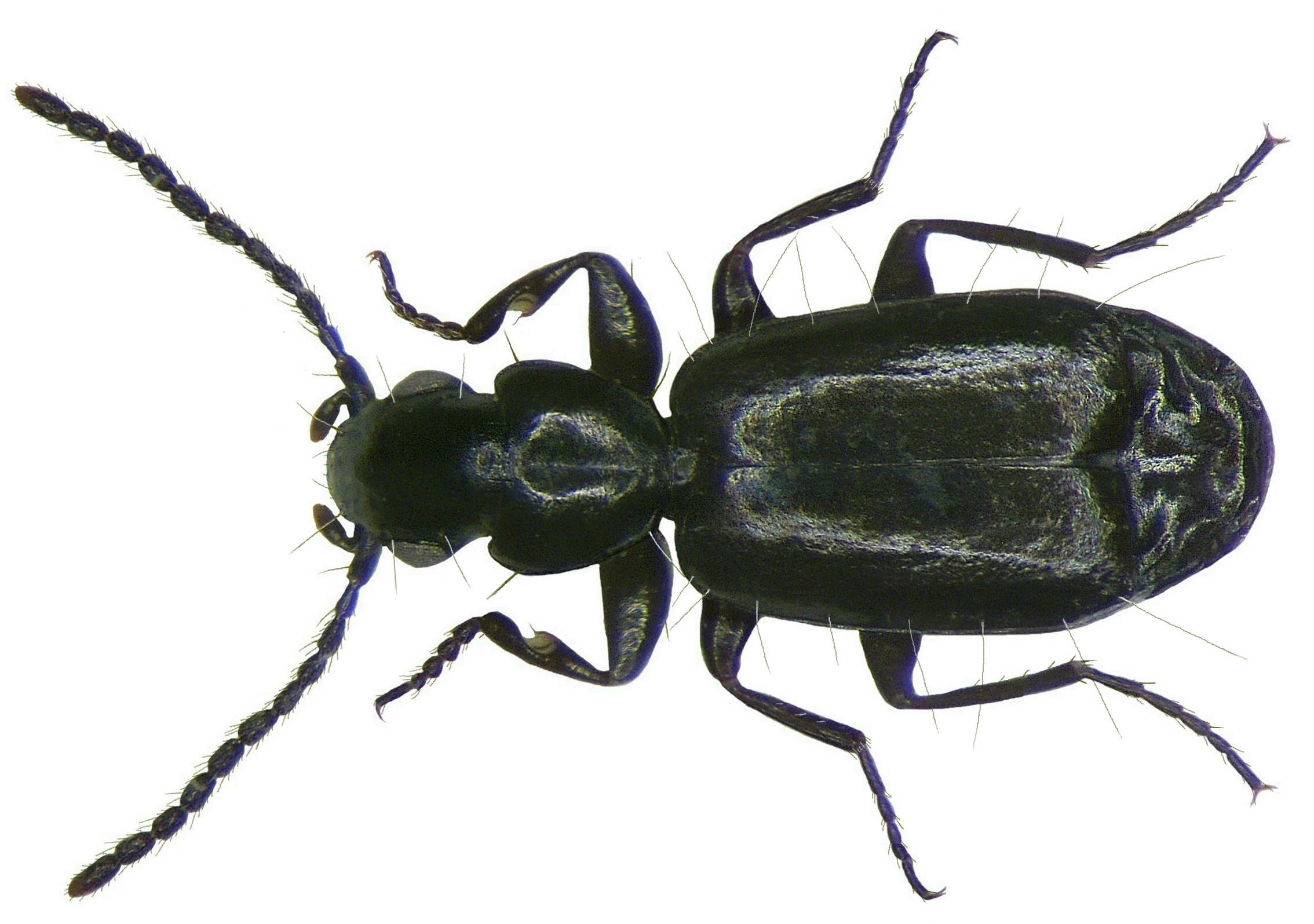